# NGC 7650
NGC 7650 is een balkspiraalstelsel in het sterrenbeeld Toekan. Het hemelobject werd op 28 oktober 1834 ontdekt door de Britse astronoom John Herschel.

## Synoniemen
- ESO 148-10
- AM 2322-580
- IRAS 23225-5803
- PGC 71394